# 蓝花高山豆
蓝花高山豆（学名：Tibetia coelestis）为豆科高山豆属下的一个种。

## 扩展阅读
- 維基物種上的相關：蓝花高山豆